# 3665 Fitzgerald
3665 Fitzgerald è un asteroide della fascia principale. Scoperto nel 1979, presenta un'orbita caratterizzata da un semiasse maggiore pari a 2,4175902 UA e da un'eccentricità di 0,0886281, inclinata di 15,07398° rispetto all'eclittica.
L'asteroide è dedicato alla cantante statunitense Ella Fitzgerald.